# Северные архонтства
Северные архонтства — принятое в практике императорского двора Византии VI—VII веков название славянских княжеств севернее реки Дунай и Северного Причерноморья, которые Константинополь пытался поставить в зависимость от политики Империи.
Для обозначения территории архонтств нередко использовалось греческое χωρά — в смысле страна, область, подвластная архонту (например, славян). Такими архонтами славян у низовий Дуная к концу VI века были Ардагаст и Пирагаст, а Добрент и Мусокий даже выступали как риксы — царьки, князья, главы военно-территориальных союзов. Выходцы из северных архонств завоёвывали значительные территории внутри Византии, затем известные как Славинии — территории под властью славян. Там к власти приходили свои архонты типа Первуда, Кувера, Акамира.
Около 688 года император Юстиниан II нарушил утверждённый мир с Болгарией, разгромил «великие полчища славян», а 30 000 из них включил в свою армию. Они были переселены в провинцию Вифинию, где во главе их встал архонт Небул. Эти тысячи считались «отборным войском» (гвардией), но Небул за колчан золотых монет перешёл с ними на сторону арабов в битве при Себастополисе.
Юстиниан II в 695 году был смещён и отправлен полководцем Леонтием в Крым, который контролировали «тамошние архонтства». Когда Юстиниану в 705 году удалось бежать и с помощью болгар прийти на время к власти, он помнил о силе северных архонтств. Для мщения им в 711 году отправлялись огромные морские экспедиции. Глава последней, Мавр Бесс, перешёл на сторону северных архонтств, приведя к власти в Византии Вардана (Бардана), правившего в 711—713 годах под именем императора Филиппика.